# (21260) 1996 FE
1996 أف إي (ويعرف أيضًا باسم (21260) 1996 أف إي وفق تسمية الكوكب الصغير) (بالإنجليزية: 1996 FE)‏ هو كويكب ضمن حزام الكويكبات؛ وترتيبه 21260 من حيث الاكتشاف.
اكتُشف هذا الجُرم الفلكي بواسطة تعقب الأجرام القريبة من الأرض في 16 مارس 1996.

## وصلات خارجية
- (21260) 1996 FE في قاعدة بيانات مختبر الدفع النفاث لأجرام النظام الشمسي الصغيرة

- الاكتشاف · مخطط المدار ·  العناصر المدارية · المعلمات المادية

- (21260) 1996 FE على موقع ويكي سكاي: DSS2, SDSS, GALEX, IRAS, Hydrogen α, X-Ray, Astrophoto, Sky Map, Articles and images